# Futsal Club Dijon Clénay
Maillots
Le FC Dijon Clénay est un club sportif français de futsal basé à Clénay (Côte-d’Or) et fondé en 2001.

## Historique

### Montée rapide en niveau
La section futsal de l'Association sports et loisirs de Clénay, qui ne propose alors que des sections badminton et tennis de table, est créée en 2001 par un groupe d'amis. La pratique loisir connaît du succès et rassemble rapidement une quarantaine d'adhérents.
Seul club spécifique futsal de la région de Bourgogne, le club s'affilie à la Fédération française de football en 2004. Le premier match officiel du club a lieu le 28 décembre 2004 à domicile pour le premier tour départemental de la Coupe nationale futsal. Vice-champion de Côte-d'Or derrière l'ASPTT Dijon, l'ASL dépasse la finale régionale de la Coupe et accède à la phase nationale. Il y affronte notamment l'ASC Vénissieux et frôle qualification, en restant invaincue avec deux nuls et une victoire.
Lors de la saison 2005-2006, l'ASL Clénay remporte son premier titre en étant champion départemental. Également vice-champion de Bourgogne derrière Saint-Florentin, Clénay accède de nouveau à la phase nationale de la Coupe de France. Au terme de l'exercice 2006-2007, après le titre de Côte-d'Or, Clénay est champion régional et atteint la demi-finale nationale de Coupe nationale jouée sous forme de groupe.
En 2007-2008, le club conserve ses titres départementaux et régionaux mais est stoppé en phase inter-régionale de Coupe de France. Ses bons résultats pendant quatre saisons lui offrent une participation au Challenge national mis en place en 2008 par la FFF, parmi 42 clubs spécifiques futsal. Troisième de sa poule de sept équipes lors du Challenge national 2008-2009, Clénay se qualifie pour le Championnat de France organisé à partir de l'exercice 2009-2010.
Placés dans le groupe B avec les équipes du sud de la France, les Clénois obtiennent la cinquième place sur douze équipes. En Coupe, son parcours s'arrête en phase interrégionale à Reims. En 2010-2011, l'équipe fanion est déplacée dans le Groupe A avec les équipes du nord de la France et de la région parisienne. Clénay obtient le maintien (neuvième exæquo) en se montrant quasi intraitable dans sa salle. Les joueurs clénois s'arrêtent en phase inter-régionale en Coupe de France.
Lors de l'exercice 2011-2012, le troisième dans l'élite et le second dans le groupe A pour l'ASLC, l'équipe termine huitième et sauve sa place. En Coupe nationale réformée, elle est éliminée dès son entrée en lice, en seizième de finale chez le FC Picasso Échirolles (8-6).
Lors du Championnat 2012-2013, Clénay fait partie des douze meilleurs clubs français constituant la nouvelle Division 1 à poule unique pour l'exercice suivant. En 2012-2013, le club compte 87 adhérents : 64 licenciés dont treize dirigeants, ainsi que des jeunes et des féminines. En Coupe, Clénay atteint les huitièmes de finale et perd à Garges (9-3).
L'ASL joue deux saisons en Division 1, de 2013 à 2015.

### Relégation
Pour la saison 2015-2016, après sept saisons passées au plus haut niveau, l'ASLC est relégué en Division 2. Le club recrute notamment des footballeurs du SC Selongey et un gardien de handball.
En 2016, l'ASL Clénay devient le Clénay Futsal Club Val de Norge, du nom de la Communauté de communes du Val de Norge.[réf. nécessaire]
En 2018, le club s'associe à l'Olympique dijonnais Futsal pour former le Futsal Club Dijon Clénay, dans le but de sauver les deux clubs sur le déclin.
À la fin du championnat 2018-2019, le club termine 9e et relégable de D2 mais est repêché à la suite de la relégation administrative de Montpellier. Le classement de la saison 2019-2020 est arrêté à la 12e journée sur 18, le FC Dijon-Clénay pointant à la 10e et dernière place de D2. Ce qui a pour conséquence la relégation en Régional 1 Futsal Bourgogne-Franche-Comté, mettant fin à une présence de douze saisons consécutives au niveau national. 
Le FC Dijon-Clénay a terminé 1er de son groupe de R1 Bourgogne-Franche-Comté au terme de la saison 2021-2022, et a remporté la finale régionale face à Lure, 1er de l'autre groupe. Ce titre régional lui a permis de disputer le premier des deux tours de barrages d'accession à la D2 Futsal, perdu 2-3 face à Lognes Sengol 77 (Île-de-France).

## Palmarès

### Titres et trophées
Le club a évolué au plus haut niveau du futsal en France de 2009 à 2015.
L'ASL Clénay a été champion de la Ligue régionale de Bourgogne en 2007, 2008, 2011, 2013 ainsi que champion départemental de Côte-d’Or sans interruption entre 2006 et 2010. Il a de plus été aux portes du tournoi final à 8 équipes de Coupe nationale entre 2005 et 2007. 
Lors de la saison 2021-2022, le FC Dijon Clénay a remporté un nouveau titre de champion régional, en se classant 1er de R1 Bourgogne-Franche-Comté, puis en remportant la finale régionale face au Sporting Lure (3-3 à Clénay, 1-4 à Lure).

### Bilan par saison
| Saison    | Championnat                    | Championnat | Coupe de France       | Coupe de France        |
| Saison    | Division                       | Classement  | Tour atteint          | Dernier adversaire     |
| --------- | ------------------------------ | ----------- | --------------------- | ---------------------- |
| 2004-2005 | -                              | -           | Phase nationale       | groupe                 |
| 2005-2006 | -                              | -           | Phase nationale       | groupe                 |
| 2006-2007 | -                              | 1er         | Phase nationale       | groupe                 |
| 2007-2008 | -                              | 1er         | Phase inter-régionale | groupe                 |
| 2008-2009 | Challenge national - grp. F    | 3e/7        | Finale régionale      | groupe                 |
| 2009-2010 | Championnat de France - grp. B | 5e/12       | Phase inter-régionale | groupe                 |
| 2010-2011 | Championnat de France - grp. A | 9e/12       | Phase inter-régionale | Pfastatt (6-4)         |
| 2011-2012 | Championnat de France - grp. A | 8e/12       | 16e de finale         | Échirolles (8-6)       |
| 2012-2013 | Championnat de France - grp. A | 3e/12       | 8e de finale          | Garges (9-3)           |
| 2013-2014 | Division 1                     | 10e/13      | 8e de finale          | Toulon ÉF (8-4)        |
| 2014-2015 | Division 1                     | 11e/12      | 32e de finale         | ES Joeuf (3-2)         |
| 2015-2016 | Division 2 - grp. B            | 4e/10       | 16e de finale         | Lyon Footzik (11-8)    |
| 2016-2017 | Division 2 - grp. B            | 6e/10       | 16e de finale         | Faches Thumesnil (6-5) |
| 2017-2018 | Division 2 - grp. B            | 6e/9        | 8e de finale          | Orchies Douai (4-2)    |
| 2018-2019 | Division 2 - grp. B            | 9e/10       | 16e de finale         | Paris ACASA (15-2)     |
| 2019-2020 | Division 2 - grp. B            | 10e/10      | 16e de finale         | UJS Toulouse (7-2)     |
| 2020-2021 | R1 Bourgogne-Franche-Comté     | annulé      | annulé                |                        |
| 2021-2022 | R1 Bourgogne-Franche-Comté     | 1er         | 32e de finale         | Besançon AF (4-5)      |
| 2022-2023 | R1 Bourgogne-Franche-Comté     | 3e          | Finale régionale      | Besançon AF (4-3)      |

## Structures du club

### Statut du club et des joueurs
Le FC Dijon Clénay est une association loi de 1901. Il est affilié à la Fédération française de football, qui régit le futsal en France, sous le numéro 851788. Le club réfère à ses antennes délocalisées : la Ligue régionale Bourgogne-Franche-Comté et le District départemental de Côte-d'Or.
Les joueurs ont soit un statut bénévole ou amateur, voire semi-professionnel sous contrat fédéral. Pour le passage en Division 1 à poule unique en 2013-2014, le club clénois ne rémunère pas ses joueurs qui restent des amateurs défrayés lors des déplacements, tandis que d’autres clubs recrutent des internationaux.[réf. nécessaire]

### Aspect économique
Pour la première édition de la Division 1 à poule unique en 2013-2014, l’ASL Clénay fonctionne avec l’appui de la municipalité et d’un tissu d’entreprises locales pour un budget annuel de 45 000 euros, quand les gros clubs tournent avec dix fois plus de moyens.[réf. nécessaire]
En fin de D2 2015-2016, le responsable de la section futsal de l'ASLC Jean-Marc Collet déclare : « Le Conseil départemental, la Région ainsi que la mairie nous aident considérablement. Mais nous avons aussi la chance d’avoir un tissu d’une cinquantaine de partenaires privés qui investissent ».

### Salles
Les matchs à domicile sont disputés à l'Espace Loisirs de Clénay. L'affluence record est enregistrée le samedi 4 mai 2013, où 500 spectateurs assistent à la victoire de l'ASL Clénay sur Roubaix Futsal (3-2),, permettant à l'équipe de terminer la saison 2012-2013 sur le podium.

### Identité et image
Les couleurs de l'ASL Clénay sont le rouge et noir. En 2018, Clénay s'associe à l'Olympique Dijonnais pour former le FC Dijon/Clénay VN, dont les couleurs sont le noir et blanc.

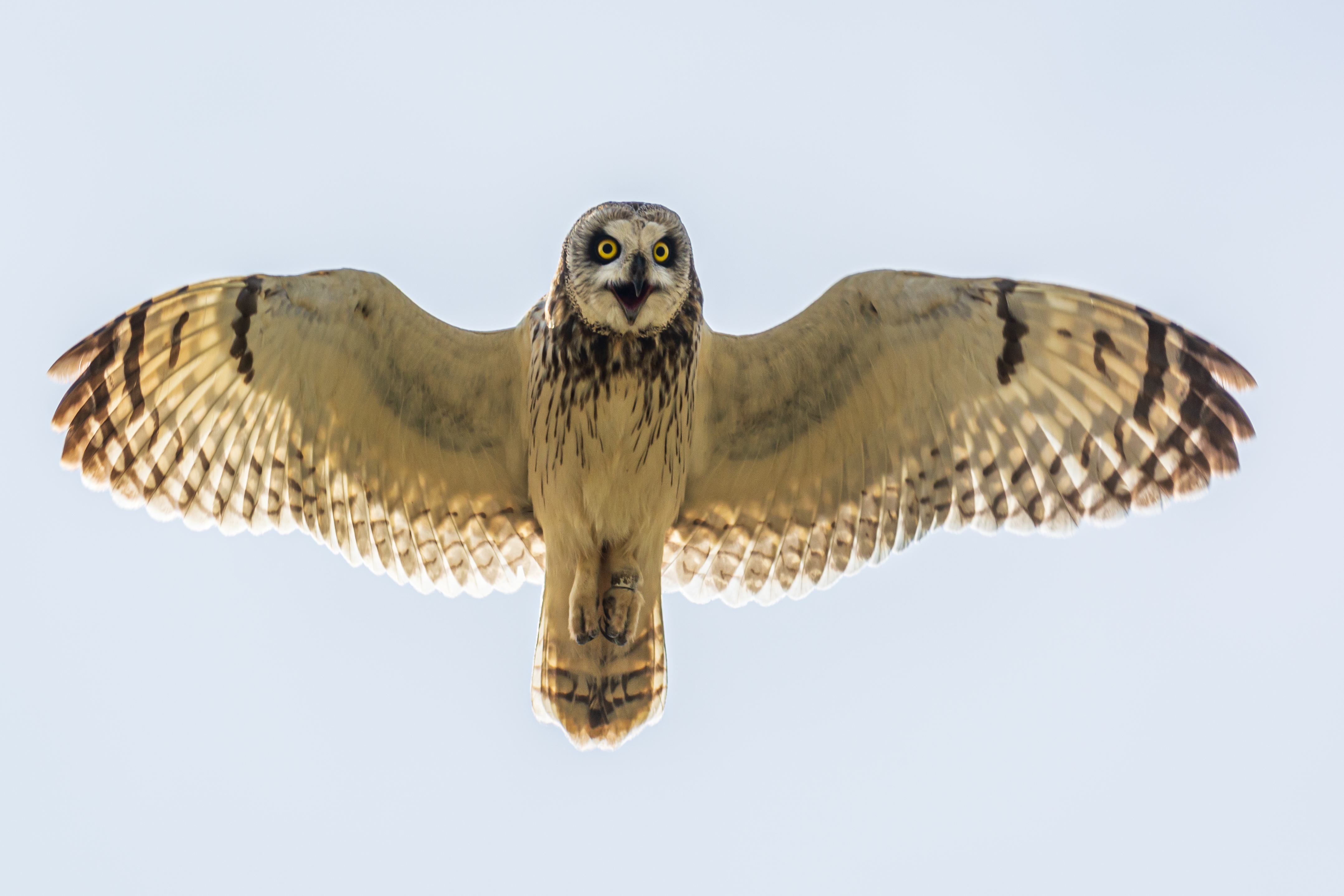
Hibou des marais en vol se rapprochant de l'oiseau au centre du logo du FCDC.

Alors que les joueurs de l'ASL sont surnommés les « gladiateurs », le logo du FC Dijon Clénay présente un animal de la famille des strigidés (hibou ou chouette) en son centre.

ASL Clénay (2001-2016)
Clénay FCVN (2016-2018)
FC Dijon Clénay (depuis 2018)

## Personnalités

### Dirigeants
En 2001, Cédric Barret est à l’initiative de la section futsal de l’Association sports et loisirs de Clénay et en est le président en 2013. Président de longue date, il est aussi gardien de but depuis la création du club et le quitte à la suite de la relégation en D2 en 2015.
En 2018, le Clénay FCVN présidé par Christian Gourier fusionne avec le club de l'Olympique Dijonnais Futsal dirigé par Romaric Moreau. Les deux hommes forment un duo de présidents à la tête du nouveau FC Dijon Clénay.
Charly Laurent est devenu président du club depuis 2020.

### Entraineurs
Lors de ses débuts en Championnat de France 2009-2010, Christian Gourier et Marc Lacroix sont nommés entraîneurs. Pour l'exercice 2011-2012, Loïc Stoltz prend la place de coach.
En 2015, à la suite de la relégation en D2, le club choisit l'entraîneur espagnol Alberto Arteaga de trente ans en provenance de Tauste FS en Espagne. Il a déjà une forte expérience du futsal, notamment au Koweït.
Pour la saison 2018-2019, Fabrice Delémont s'est engagé en tant qu'entraîneur avec le nouveau FC Dijon-Clénay après s'être formé en Guyane. Paul Rochefort (Besançon Académie) a entraîné l'équipe fanion pour la dernière saison du club en Division 2 en 2019-2020 et la première saison de Régional 1 en 2020-2021. Capitaine historique du club, Damien Lauret est devenu coach pendant deux saisons de 2021 à 2023 avant que Jimmy Deghal (US Joigny) ne prenne ce poste à l'entame de la saison 2023-2024.

### Joueurs
Quatre joueurs Clénois ont été sélectionnés en Équipe de France U19 et U21 : Adrien Daurelle, Steeven Carron, Matteo Crocco et Billal Ouarki.
Plusieurs joueurs ont participé depuis 2008 aux stages de pré-sélection Équipe de France A sans pour autant connaître de sélection nationale : Damien Lanappe, Aurélien Piquard, Damien Lauret, Jérémy Mouillon, Raphaël Simoncic, Sofian Aouidat.

## Autres équipes
Lors de la saison 2009-2010 et ses débuts en Championnat de France, le club compte deux équipes réserves, participant respectivement aux championnats Régional et District. L'année suivant, la section jeunes voit le jour et s'inscrit dans le développement du club.
En 2018-2019, alors que l'équipe fanion est en deuxième division, l'équipe réserve se trouve à l'échelon en dessous, le Régional 1 de la Ligue de Bourgogne-Franche-Comté. Le club souhaite alors monter une section sportive scolaire au lycée Hippolyte-Fontaine, afin de former des joueurs pour l'équipe fanion.